# ويكيبيديا البيلاروسية
ويكيبيديا البيلاروسية (البيلاروسية: Беларуская Вікіпедыя) هي النسخة البيلاروسية من موسوعة ويكيبيديا. اعتبارًا من مارس 2014، كانت أكثر إصدارات ويكيبيديا شيوعًا في بيلاروس هي ويكيبيديا الروسية (بنسبة 84.0٪) تليها ويكيبيديا الإنجليزية (10.2٪).
الموسوعة أيضا متوفرة باللغة لغة تاراتسكييفيتسا البيلاروسية الأدبية.

## التاريخ
بدأت ويكيبيديا البيلاروسية في 12 أغسطس 2004. كان أولادزيمير كاتكوسكي (المستخدم:rydel) أحد مؤسسيها وأول إدارييها. كتب كاتكوسكي (الذي توفي عام 2007) أكثر من 1300 مقالة في ويكيبيديا البيلاروسية وحدها. تمت كتابة المقالات في ويكيبيديا البيلاروسية بشكل غير منظم من كلا النوعين من قواعد الإملاء، مما أدى إلى صراعات بين أتباع الاثنين.
أطلقت نسخة «نظيفة» من قواعد الإملاء الرسمية في حاضنة ويكيميديا. ووُافق على طلب ويكيبيديا الجديدة في مارس 2007.
عند الموافقة، في مساء نفس اليوم، نُقلت أكثر من 6000 مقالة مكتوبة بالتاراتسكييفيتسا من نطاق "be.wikipedia.org" إلى "be-x-old.wikipedia.org"، بينما نقلت 3500 صفحة من «الحاضنة» إلى "be.wikipedia.org". ومع ذلك، نظرًا لوجود خطأ برمج، لم تسر هذه الخطوة بسلاسة: ففي الصباح بدت المقالات وكأنها اختفت، ولم يتمكن المستخدمون من تسجيل الدخول. أدى ذلك إلى عدد من التقارير الإخبارية بأن ويكيبيديا حذفت المقالات التي كانت تحتوى على قواعد الإملاء البيلاروسية الأدبية.

## الإحصائيات
في البداية تفوقت ويكيبيديا البيلاروسية على الموسوعة التاراتسكييفيتساية، ولكن في غضون عام تقريبًا، تباطأت، وفي خريف عام 2008، كانت الموسوعة الكلاسيكية في المقدمة. اليوم، تجاوزت ويكيبيديا البيلاروسية الكلاسيكية مرة أخرى.
في 15 مارس 2008، وصلت ويكيبيديا البيلاروسية إلى 10000 مقالة. في 17 يونيو 2009، وصلت ويكيبيديا البيلاروسية إحلى والي 16000 مقالة، واحتلت المركز 71. في 16 نوفمبر 2010، وصلت الموسوعة البيلاروسية الرسمية إلى 25000 مقالة. وفي أغسطس 2015، وصلت إلى 100000 مقال.
| عدد المستخدمين المسجلين | عدد المستخدمين النشيطين | عدد المقالات | صفحات المحتوى | عدد التعديلات | عدد الملفات المرفوعة | عدد الإداريين |
| ----------------------- | ----------------------- | ------------ | ------------- | ------------- | -------------------- | ------------- |
| 150٬699                 | 306                     | 252٬244      | 710٬312       | 4٬951٬884     | 3٬441                | 10            |

## موضوعات متعلقة
- ويكيبيديا البيلاروسية (تاراتسكييفيتسا)